# Baranowka (Kraj Ałtajski)
Baranowka (ros. Барановка) – wieś (sieło) w Rosji, w Kraju Ałtajskim, w rejonie zmieinogorskim. W 2010 liczyła 1961 mieszkańców.